# Dijslagader
De dijslagader of arteria femoralis is de voortzetting van de arteria iliaca externa die op haar beurt via de arteria iliaca communis afkomstig is uit de aorta abdominalis.
De arteria iliaca externa wordt arteria femoralis genoemd zodra de slagader het ligamentum inguinale is gepasseerd. Omdat er in dit deel nog geen slagaders aftakken van de arteria femoralis, wordt deze hier soms ook wel arteria femoralis communis genoemd.
De arteria femoralis voorziet het been van bloed. Een vertakking van deze slagader is de arteria profunda femoris, die naar diep in het been afbuigt en voornamelijk het bovenbeen van bloed voorziet. De arteria femoralis zelf blijft relatief aan de oppervlakte liggen en verloopt verder via de hiatus adductorius naar de knieholte. Hier gaat de arteria femoralis over in de arteria poplitea.
Andere slagaders die meestal afkomstig zijn uit de arteria femoralis zijn de arteria epigastria superficialis, arteria circumflexa ilium superficialis, arteria pudendi externa superficialis, arteria pudendi externa profunda en arteria descendens genus.

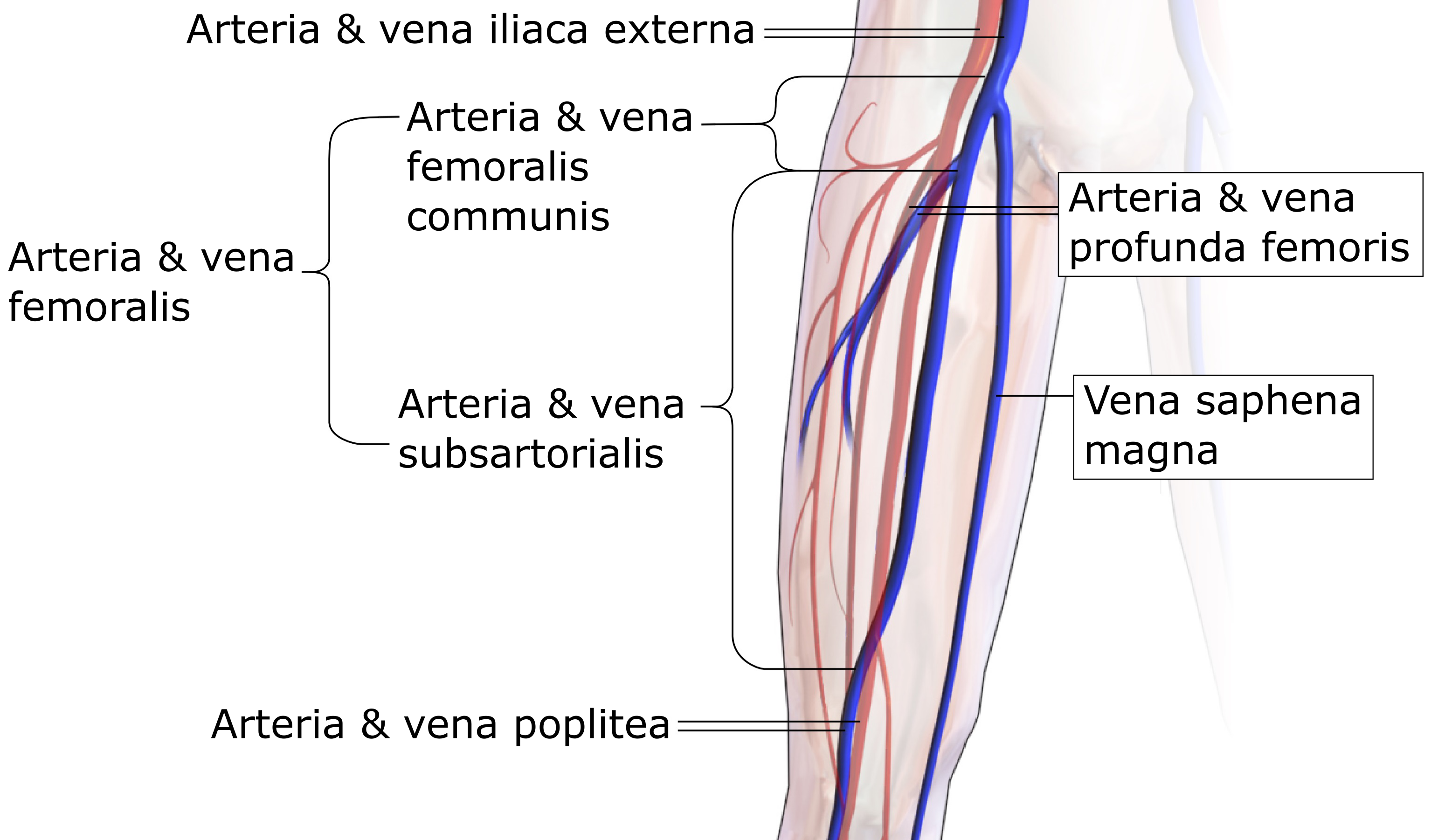
Segmenten.

- Segmenten.[3]